# Есауловка (Амурская область)
Есау́ловка — станция (населённый пункт) в Архаринском районе Амурской области, входит в Ядринский сельсовет.

## География
Станция Есауловка стоит вблизи правого берега реки Хинган, недалеко от административной границы между Амурской и Еврейской автономной областью.
Рядом со станцией Есауловка проходит автотрасса «Амур».
Расстояние до районного центра Архара (на запад по автотрассе «Амур») — около 85 км.
Дорога к административному центру Ядринского сельсовета селу Ядрино идёт через территорию Облученского района Еврейской автономной области, на север от автотрассы «Амур», по мосту на правый берег реки Хинган. Расстояние до Ядрино — около 15 км.

## История
Основана в 1908 г.
Топонимика: название дано по чину казачьего отряда — есаула.

## Население
| 2002 | 2010 | 2012 | 2013 | 2014 | 2015 | 2016 |
| ---- | ---- | ---- | ---- | ---- | ---- | ---- |
| 7    | ↘2   | ↘0   | ↗1   | →1   | →1   | →1   |
| 2017 | 2018 |      |      |      |      |      |
| ↗2   | →2   |      |      |      |      |      |

## Инфраструктура
Станция Есауловка Дальневосточной железной дороги.